# Jan Darnowski (samorządowiec)
Jan Bogdan Darnowski (ur. 1950 w Rawie Mazowieckiej) – polski samorządowiec, prezydent Skierniewic (1998–1999).

## Życiorys
Ukończył studia prawnicze na Uniwersytecie Łódzkim. Po obronie pracy magisterskiej pracował kolejno w Rawie Mazowieckiej, Urzędzie Wojewódzkim w Skierniewicach, a następnie m.in. jako inspektor pracy. Był członkiem PZPR (1977–1990), następnie SdRP. W latach 90. był radcą prawnym zarządu wojewódzkiego ZNP, współpracował również z Polskim Związkiem Działkowców. W wyniku zawiązania koalicji w Radzie Miasta przez SLD i AWS objął w 1998 funkcję prezydenta Skierniewic i sprawował ją do momentu uzyskania większości przez „Koalicję dla Skierniewic” byłego prezydenta Włodzimierza Bindera w maju 1999. Po odejściu ze stanowiska zasiadał w Radzie Nadzorczej Wojewódzkiego Funduszu Ochrony Środowiska w Łodzi.
W 1997 i 2001 bez powodzenia ubiegał się o mandat posła z list koalicji SLD i SLD-UP. W wyborach w 2002 uzyskał mandat radnego sejmiku województwa łódzkiego II kadencji, od 2005 pełnił obowiązki jego przewodniczącego. Nie uzyskał reelekcji cztery lata później. Został kierownikiem oddziału Państwowej Inspekcji Pracy w Skierniewicach.
W 2003 otrzymał Srebrny Krzyż Zasługi.